# Morti nel 1985/Febbraio
| Questa pagina contiene informazioni ricavate automaticamente dalle voci biografiche con l'ausilio del template Bio e di un bot. L'aggiornamento è periodico e automatico e ricostruisce completamente la pagina. Se manca una persona in questa lista, sei pregato di non aggiungerla, ma accertati piuttosto che la sua voce biografica contenga il template Bio e che i dati anagrafici siano correttamente compilati. Se il template Bio manca, inseriscilo tu stesso o, in alternativa, metti l'avviso {{tmp\|Bio}} che ne segnala la mancanza. Se i dati riportati sono sbagliati, correggi direttamente la voce biografica; le modifiche saranno visibili in questa lista entro pochi giorni. Per chiarimenti vedi il progetto biografie. La lista contiene solo le 88 persone che sono citate nell'enciclopedia e per le quali è stato implementato correttamente il template Bio. Pagina aggiornata al 3 mar 2024. |

- 1º febbraio - Luciano Albertini, pittore italiano (n. 1910)
- 1º febbraio - Roosie Hudson, cestista statunitense (n. 1915)
- 1º febbraio - Silvia Manto, attrice italiana (n. 1916)
- 1º febbraio - Antonín Šindelář, calciatore cecoslovacco (n. 1902)
- 2 febbraio - Bianca Doria, attrice italiana (n. 1915)
- 3 febbraio - Renato Angiolini, compositore e pianista italiano (n. 1923)
- 3 febbraio - John Dellert, ginnasta e multiplista statunitense (n. 1884)
- 3 febbraio - Santiago Lazcano, ciclista su strada spagnolo (n. 1947)
- 3 febbraio - Frank Oppenheimer, fisico statunitense (n. 1912)
- 4 febbraio - Jesse Hibbs, regista statunitense (n. 1906)
- 4 febbraio - Nicolas Hoydonckx, calciatore belga (n. 1900)
- 5 febbraio - Hans Croon, allenatore di calcio olandese (n. 1936)
- 6 febbraio - James Hadley Chase, scrittore britannico (n. 1906)
- 6 febbraio - Shlomo Dov Goitein, orientalista tedesco (n. 1900)
- 6 febbraio - Inger Hagerup, scrittrice norvegese (n. 1905)
- 6 febbraio - Neil McCarthy, attore britannico (n. 1932)
- 6 febbraio - Marisa Mori, pittrice italiana (n. 1900)
- 6 febbraio - Carmine Tripodi, carabiniere italiano (n. 1960)
- 7 febbraio - Matt Monro, cantante inglese (n. 1930)
- 8 febbraio - Norah Baring, attrice britannica (n. 1905)
- 8 febbraio - Louis Caput, ciclista su strada, pistard e dirigente sportivo francese (n. 1921)
- 8 febbraio - William Lyons, imprenditore e designer britannico (n. 1902)
- 8 febbraio - Marvin Miller, attore statunitense (n. 1913)
- 8 febbraio - Orsola Nemi, scrittrice, traduttrice e giornalista italiana (n. 1903)
- 9 febbraio - Enrique Camarena, poliziotto statunitense (n. 1947)
- 9 febbraio - Ingemar Franzén, sollevatore svedese (n. 1927)
- 10 febbraio - Cesare Franchini, calciatore italiano (n. 1909)
- 10 febbraio - Werner Hinz, attore e doppiatore tedesco (n. 1903)
- 11 febbraio - Márton Bukovi, allenatore di calcio e calciatore ungherese (n. 1903)
- 11 febbraio - Henry Hathaway, regista e produttore cinematografico statunitense (n. 1898)
- 11 febbraio - George James Hopkins, scenografo e costumista statunitense (n. 1886)
- 11 febbraio - Jochen Müller, calciatore tedesco orientale (n. 1925)
- 11 febbraio - Víctor Palomo, pilota motociclistico e bobbista spagnolo (n. 1948)
- 11 febbraio - Heinz Roemheld, compositore statunitense (n. 1901)
- 12 febbraio - Nicholas Colasanto, attore e regista statunitense (n. 1924)
- 12 febbraio - Georges Gautschi, pattinatore artistico su ghiaccio svizzero (n. 1904)
- 12 febbraio - Paolo Pili, politico italiano (n. 1891)
- 13 febbraio - Romolo Remigi, calciatore italiano (n. 1914)
- 15 febbraio - Harold Jefferson Coolidge, zoologo statunitense (n. 1904)
- 16 febbraio - Henning Aamodt, calciatore norvegese (n. 1952)
- 16 febbraio - Mathew Beard, supercentenario statunitense (n. 1870)
- 16 febbraio - Riccardo Del Giudice, sindacalista, politico e giurista italiano (n. 1900)
- 16 febbraio - Alí Primera, cantante e chitarrista venezuelano (n. 1941)
- 17 febbraio - Wanda Perry, attrice e modella statunitense (n. 1917)
- 18 febbraio - Willy Alberti, cantante olandese (n. 1926)
- 18 febbraio - Luigi Condorelli, cardiologo, patologo e biochimico italiano (n. 1899)
- 18 febbraio - Nancy Hamilton, attrice teatrale e sceneggiatrice statunitense (n. 1908)
- 19 febbraio - Ernesto Greppi, calciatore italiano (n. 1902)
- 19 febbraio - Carmen Lucia, sindacalista italiana (n. 1902)
- 19 febbraio - Sverre Pettersen, calciatore norvegese (n. 1903)
- 19 febbraio - Pietro Reverberi, arbitro di pallacanestro italiano (n. 1912)
- 20 febbraio - Isaac Kashdan, scacchista statunitense (n. 1905)
- 20 febbraio - Clarence Nash, doppiatore e cantante statunitense (n. 1904)
- 20 febbraio - Nikolaj Nikolaevič Urvancev, geologo e esploratore russo (n. 1893)
- 21 febbraio - Ina Claire, attrice statunitense (n. 1893)
- 21 febbraio - Louis Hayward, attore britannico (n. 1909)
- 21 febbraio - Dermot Ryan, arcivescovo cattolico irlandese (n. 1924)
- 21 febbraio - John George Trump, ingegnere e fisico statunitense (n. 1907)
- 22 febbraio - Victor Carlund, calciatore svedese (n. 1906)
- 22 febbraio - Salvador Espriu, poeta, scrittore e drammaturgo spagnolo (n. 1913)
- 22 febbraio - Enzo Storoni, giornalista e politico italiano (n. 1906)
- 22 febbraio - Frank Traynor, musicista australiano (n. 1927)
- 22 febbraio - Enzo Ungari, critico cinematografico e sceneggiatore italiano (n. 1948)
- 22 febbraio - Giuseppe Veronesi, politico e ingegnere italiano (n. 1910)
- 22 febbraio - Efrem Zimbalist, violinista, compositore e direttore d'orchestra russo (n. 1890)
- 23 febbraio - Erik Andersson, pallanuotista e nuotatore svedese (n. 1896)
- 23 febbraio - Paolo Bonomi, politico italiano (n. 1910)
- 23 febbraio - Roberto Parisi, imprenditore italiano (n. 1931)
- 24 febbraio - Hal C. Kern, montatore statunitense (n. 1894)
- 24 febbraio - Salvatore Maugeri, medico italiano (n. 1905)
- 24 febbraio - Eduard Sperling, lottatore tedesco (n. 1902)
- 24 febbraio - Joseph C. Wright, scenografo statunitense (n. 1892)
- 25 febbraio - Marianne Oswald, cantante e attrice francese (n. 1901)
- 25 febbraio - Damiana Sette, centenaria italiana (n. 1877)
- 26 febbraio - Leonardo David, sciatore alpino italiano (n. 1960)
- 26 febbraio - Vincenzo Fagiuoli, dirigente pubblico italiano (n. 1894)
- 26 febbraio - Camillo Giardina, politico e giurista italiano (n. 1907)
- 26 febbraio - Tjalling Koopmans, economista olandese (n. 1910)
- 27 febbraio - Ernest Dubac, calciatore jugoslavo (n. 1914)
- 27 febbraio - Benvenuto Franci, baritono italiano (n. 1891)
- 27 febbraio - David Huffman, attore statunitense (n. 1945)
- 27 febbraio - Henry Cabot Lodge Jr., politico e diplomatico statunitense (n. 1902)
- 27 febbraio - Giuseppe Marrazzo, giornalista italiano (n. 1928)
- 27 febbraio - J. Pat O'Malley, attore e doppiatore britannico (n. 1904)
- 27 febbraio - Michele Rogliani, calciatore italiano (n. 1961)
- 28 febbraio - Ferdinand Alquié, filosofo francese (n. 1906)
- 28 febbraio - Charita Bauer, attrice televisiva statunitense (n. 1922)
- 28 febbraio - David Byron, cantante britannico (n. 1947)